# Kou Shibasaki invitation LIVE
『Kou Shibasaki invitation LIVE』（コウ シバサキ インビテイション ライブ）は、柴咲コウによるライブ、およびその模様を収録したライブビデオ。アルバム『嬉々♥』購入者限定の抽選で当選した者だけが参加できたライブである。

## 収録曲
1. invitation
2. 嬉々
3. 影
4. 分身
5. カラフルタクシー
6. かたち あるもの
7. 月のしずく
8. プリズム
9. at home
10. graybee
11. 若手クリエーター
12. ひと恋めぐり
13. no fear
14. 小さな部屋